# アデリナ・タヒリ
アデリナ・タヒリ（スコピエ,1991年4月25日) はアルバニアの歌手兼モデルです。

## バイオグラフィー
Nuk Jam Penduar 、 Vuaj 、 Mjaftë 、 Më Trego 、 Manipullatorの曲で最もよく知られています。タヒリは、 2006 年にティラナでモデルとしてのキャリアをスタートさせました。彼女は2006年からアルバニアに住んでいます。

## ディスコグラフィー

### アルバム
- 2007 -Narçizoid
- 2010 - Nuk Jam Penduar
- 2015 -Ani Ani

### シングルス
- 2007 -Narçizoid
- 2008 -Më Trego
- 2009 -Vuaj
- 2013 -Ti Mos U Kthe
- 2011 -Manipullator
- 2012 -Mjafte